# پیاده‌روی مشاهیر بخارست
پیاده‌روی مشاهیر بخارست (رومانیایی: Aleea Celebrităților؛ ‏انگلیسی: Walk of Fame Bucharest) پروژه‌ای مشابه پیاده‌روی مشاهیر هالیوود است که در بلواری در «تایم اسکوئر» (رومانیایی: Piața Timpului) شهر بخارست اجرا می‌شود. در این پیاده‌رو، ستاره‌ای به نام یکی از مشاهیر رومانی نامگذاری و در کفِ پیاده‌رو کار گذاشته می‌شود. این پروژه از سال ۲۰۱۱ راه‌اندازی شده‌است و یکی از معیارهای انتخاب مشاهیر «ماه تولد» آنهاست.

## برخی برگزیدگان
1. فلورین پی‌یرسیک (زادهٔ ۱۹۳۶) – ۳۱ ژانویهٔ ۲۰۱۱[۱]
2. ویکتور ربنجوک (زادهٔ ۱۹۳۳) – ۱۰ فوریهٔ ۲۰۱۱[۲]
3. رادو بلیگن (۱۹۱۸–۲۰۱۶) – ۲۷ مارس ۲۰۱۱[۳]
4. آمزا پلئا (۱۹۳۱–۱۹۸۳) – ۷ آوریل ۲۰۱۱[۴]
5. مایا مورگنشترن (زادهٔ ۱۹۶۲) – ۱ مه ۲۰۱۱[۵]
6. الکساندرو توچیلسکو (۱۹۴۶–۲۰۱۱) – ۷ ژوئیه ۲۰۱۱[۶]
7. تامارا بوچوچانو (۱۹۲۹–۲۰۱۹) – ۴ سپتامبر ۲۰۱۱[۷]
8. سباستیان پاپایانی (۱۹۳۶–۲۰۱۶) – ۲۹ سپتامبر ۲۰۱۱[۸]
9. ایلنا استانا-یونسکو (زادهٔ ۱۹۳۶) – ۲۹ سپتامبر ۲۰۱۱[۹]
10. دراگا اولتانو ماتئی (۱۹۳۳–۲۰۲۰) – ۲۹ اکتبر ۲۰۱۱[۱۰]
11. میرچئا آلبولسکو (۱۹۳۴–۲۰۱۶) – ۲۹ اکتبر ۲۰۱۱[۱۱]
12. ماریانا میهوتس (زادهٔ ۱۹۴۲) – ۲۷ نوامبر ۲۰۱۱[۱۲]
13. استلا پاپسکو (۱۹۳۵–۲۰۱۷) – ۱۴ دسامبر ۲۰۱۱[۱۳]
14. یون کارامیترو (زادهٔ ۱۹۴۲) – ۲۹ مارس ۲۰۱۲[۱۴]
15. اشتفان یورداکه (۱۹۴۱–۲۰۰۸) – ۹ آوریل ۲۰۱۲[۱۵]
16. یوریه داریه (۱۹۲۹–۲۰۱۲) – ۱ ژوئن ۲۰۱۲[۱۶]
17. مارین مورارو (۱۹۳۷–۲۰۱۶) – ۱ ژوئن ۲۰۱۲[۱۷]
18. یون لوکا کاراجیاله (۱۸۵۲–۱۹۱۲) – ۹ ژوئن ۲۰۱۲[۱۸]
19. هوراچیو مالائله (زادهٔ ۱۹۵۲) – ۲ اوت ۲۰۱۲[۱۹]
20. جورجه میهائیتسا (زادهٔ ۱۹۴۸) – ۲۰ اکتبر ۲۰۱۲[۲۰]
21. کوستل کنستانتین (زادهٔ ۱۹۴۲) – ۲۰ اکتبر ۲۰۱۲[۲۱]
22. لیویو سیولی (۱۹۲۳–۲۰۱۱) – ۱۳ دسامبر ۲۰۱۲[۲۲]
23. یون لوچیان (۱۹۲۴–۲۰۱۲) – ۱۳ دسامبر ۲۰۱۲[۲۲]
24. امیل هوسو (۱۹۴۱–۲۰۱۲) – ۱۳ دسامبر ۲۰۱۲[۲۲]
25. شربان یونسکو (۱۹۵۰–۲۰۱۲) – ۱۳ دسامبر ۲۰۱۲[۲۳]
26. آلکساندرو آرشینل (زادهٔ ۱۹۳۹) – ۳۰ مه ۲۰۱۵[۲۴]
27. یون دیچیسانو (زادهٔ ۱۹۳۳) – ۳۰ مه ۲۰۱۵[۲۴]
28. سرجیو نیکلائسکو (۱۹۳۰–۲۰۱۳) – ۳۰ مه ۲۰۱۵[۲۴]
29. والریا سچو (زادهٔ ۱۹۳۹) – ۲۷ جون ۲۰۱۵[۲۵]
30. یون بسویو (۱۹۳۱–۲۰۱۷) – ۲۷ جون ۲۰۱۵[۲۵]
31. رُدیکا مانداکه (زادهٔ ۱۹۴۳) – ۲۷ جون ۲۰۱۵[۲۵]
32. فلورینا چرچل (۱۹۴۳–۲۰۱۹) – ۵ مارس ۲۰۱۶[۲۶]
33. آدلا مارکولسکو (زادهٔ ۱۹۳۸) – ۵ مارس ۲۰۱۶[۲۶]
34. رُدیکا پوپسکو بیتانسکو (زادهٔ ۱۹۳۸) – ۵ مارس ۲۰۱۶[۲۶]
35. دِم رادولسکو (۱۹۳۱–۲۰۰۰) – ۲۷ مارس ۲۰۱۶[۲۷]
36. جورجه کنستانتین (۱۹۳۳–۱۹۹۴) – ۲۷ مارس ۲۰۱۶[۲۷]
37. اشتفان بانیکا (۱۹۳۳–۱۹۹۵) – ۲۷ مارس ۲۰۱۶[۲۷]
38. دینو مانولاکه (۱۹۵۵–۱۹۹۸) – ۲۷ مارس ۲۰۱۶[۲۷]